# Petter Iwarsson
Petter Iwarsson är legitimerad psykoterapeut, föreläsare och författare.
Petter Iwarsson är legitimerad psykoterapeut och socialpedagog med vidareutbildning inom handledning och familjebehandling. Han har tidigare arbetat inom socialtjänsten samt under många år som sakkunnig på Bris. Petter Iwarsson är verksam som kurator i Stockholm samt som psykoterapeut, föreläsare och utbildare i egen regi. Petter är författare till böckerna Samtal med barn och ungdomar: erfarenheter från arbetet på BRIS (2007) och Samtal i skolan – en möjlighet till utveckling (2014) samt Du behövs som vuxen (2016).